# Jeanne du Barry (Film)
Jeanne du Barry – Die Favoritin des Königs ist ein französischer Spielfilm von Maïwenn aus dem Jahr 2023 und die achte Verfilmung des Lebens der Du Barry. Das Historiendrama handelt vom Aufstieg Marie-Jeanne Bécus (1743–1793) zur Mätresse des französischen Königs Ludwig XV. (1710–1774). Die Hauptrollen übernahmen Regisseurin und Drehbuchautorin Maïwenn sowie Johnny Depp. Die Uraufführung fand als Eröffnungsfilm des Filmfestivals von Cannes am 16. Mai 2023 statt. Am selben Tag lief das Werk auch regulär in den französischen Kinos an.

## Handlung
Frankreich im 18. Jahrhundert: Die aus ärmlichen Verhältnissen stammende Jeanne Vaubernier nutzt ihren Charme, um in der Gesellschaft aufzusteigen. Sie wird die Geliebte des Grafen du Barry, der die einträgliche Galanterie der jungen Frau für seine Zwecke zu nutzen weiß. Er möchte Jeanne dem französischen König Ludwig XV. vorstellen und organisiert dafür ein Treffen mit dem einflussreichen Herzog von Richelieu. Die Erwartungen der beiden Männer werden übertroffen – der König und Jeanne verlieben sich beim ersten Treffen ineinander. Die neue Mätresse beginnt Ludwig XV. aus seiner Lethargie zu reißen. Er möchte Jeanne immer um sich haben und beschließt, sie zu seiner offiziellen Favoritin am Hof zu machen. Dies führt zu einem Skandal in Versailles, da niemand ein „Straßenmädchen“ an der Seite des Monarchen sehen will. Jeanne bringt das Umfeld des Königs gegen sich auf. Auch muss sie entdecken, dass Ludwig XV. noch andere Geliebte neben ihr hat. Bald droht sie selbst in Lebensgefahr zu geraten.

## Entstehungsgeschichte

### Drehbuch und Besetzung
Jeanne du Barry (Arbeitstitel: La favorite) ist die sechste Spielfilmarbeit der französischen Filmemacherin und Schauspielerin Maïwenn und gleichzeitig ihr erster Historienfilm. Es war eine der wenigen entstandenen Großproduktionen in Frankreich des Jahres 2022, bei denen eine Frau Regie führte. Auch verfasste sie gemeinsam mit Teddy Lussi-Modeste und Nicolas Livecchi das Drehbuch und übernahm die Titelrolle. Eigenen Angaben zufolge handelte es sich bei Jeanne du Barry um ein langgehegtes Wunschprojekt von Maïwenn. Dabei hielt sie sich bewusst nicht sorgfältig an die geschichtlichen Hintergründe. Ihre Inszenierung sei im Vergleich zu Sofia Coppolas Kostümfilm Marie Antoinette (2006) „weder Pop noch Rock“. Sie „wollte eine Geschichte über eine großartige Verliererin schreiben“. Die historische Figur der Marie-Jeanne Bécu stieg im 18. Jahrhundert von der Kurtisane zur Mätresse des französischen Königs Ludwig XV. auf. In früheren Verfilmungen des Lebens der Madame du Barry hatten unter anderem Martine Carole (Madame Dubarry, 1954), Lucille Ball (Du Barry Was a Lady, 1943) oder Pola Negri (Madame Dubarry, 1919) den Part übernommen.
Für die männliche Hauptrolle von Ludwig XV. wurde Johnny Depp verpflichtet, der das erste Mal vollständig in französischer Sprache drehte. Für den US-amerikanischen Schauspieler ist es der erste Auftritt in einer Kinoproduktion seit Minamata (2020). Dazwischen war es in den USA zu einem medial vielbeachteten Verleumdungsprozess wegen angeblicher körperlicher Misshandlung gegen seine Ex-Frau Amber Heard gekommen, in dem Depp Mitte 2022 weitgehend Recht gegeben wurde. Zum weiteren Schauspielensemble zählten Benjamin Lavernhe, Melvil Poupaud, Pierre Richard, Noémie Lvovsky, Pascal Greggory und India Hair.

### Dreharbeiten und Produktion
Die Dreharbeiten fanden von Ende Juli bis Anfang Oktober 2022 in der Region Paris statt, darunter an Originalschauplätzen in Versailles und anderen Schlössern. Insgesamt waren elf Drehwochen veranschlagt. Als Kameramann fungierte Laurent Dailland, der Jeanne du Barry auf 35-mm-Film bannte. In Versailles konnte jeweils nur montags gedreht werden, dem einzigen Schließtag in der Woche. Für die Filmmusik griff Maïwenn auf ihren längjährigen Weggefährten Stephen Warbeck zurück. Der britische Komponist zeichnete für Musik im klassischen Stil verantwortlich, „die man auch ohne Film hören“ könne und im Kontrast zu den Bildern steht. Maïwenn guckte sich dies beim Kostümfilm Barry Lyndon (1975) ab, den sie als „Modell eines perfekten Films“ beschrieb.
Der Film wurde produziert von Pascal Caucheteux und Gregoire Sorlat von der Pariser Firma Why Not Productions. Ebenfalls beteiligt war Hauptdarsteller Depp mit seinem Unternehmen IN2. Als Koproduzenten traten France 2 Cinéma und France 3 Cinéma in Erscheinung. Außerdem stellte die Finanzierung durch das saudi-arabische Produktionsunternehmen Red Sea Film Festival Foundation das notwendige Budget sicher. Dafür erhielt der Prinz und Kulturminister von Saudi-Arabien Badr bin Abdullah Al Saud ein Treffen mit Depp. Die Produktionskosten wurden auf 22,4 Mio. US-Dollar geschätzt. Die Firma Goodfellas (früher Wild Bunch International) ist für den Vertrieb der weltweiten Verwertungsrechte zuständig.

## Veröffentlichung und Rezeption
Die Premiere von Jeanne du Barry fand als Eröffnungsfilm des am 16. Mai 2023 beginnenden 76. Filmfestivals von Cannes statt. Ein regulärer Kinostart in Frankreich im Verleih von Le Pacte erfolgte am selben Tag. Eine Ausstrahlung über den Streamingdienst Netflix in Frankreich ist 15 Monate später geplant. Ein Trailer ist Anfang April 2023 veröffentlicht worden.
Kinostart in Deutschland war am 24. August 2023.
Aufgrund seiner Vorgeschichte wurde die Mitwirkung von Johnny Depp in dem Film von Branchendiensten häufig als „Comeback“-Versuch angesehen. Kevin Maher (The Times) zählte Jeanne du Barry gemeinsam mit The Old Oak, Killers of the Flower Moon, How to Have Sex, Indiana Jones und das Rad des Schicksals und May December zu jenen Werken, die beim Festival garantiert für Aufsehen sorgen werden.
Eric Neuhoff von der französischen Tageszeitung Le Figaro nannte den Film „brillant“. Er lobte die Darstellung von Maïwenn, die Kamera und das Szenenbild sowie Benjamin Lavernhe in der Nebenrolle des Kammerdieners. Kritik äußerte er an der Darstellung Johnny Depps, der sichtlich darum kämpfe, „seinen amerikanischen Akzent zu verbergen“ und der sich manchmal zu fragen scheine, „ob er nicht mitten auf einer Kostümparty in einem New Yorker Club“ aufgewacht sei.
Weniger begeistert zeigte sich Sandra Onana (Libération), die den Film als „ein selbstgenerierendes Schmeicheleigeschäft von 20 Millionen Euro“ verriss und dem Werk eine inkonsistente Figurenzeichnung attestierte. Der Madame du Barry fehle es in dem Film „an tragischer Brillanz“. Der „Traum von einer Prinzessin im großen Stil“ diene für Maïwenn als „private Katharsis“; Parallelen zum Leben der Regisseurin würden naheliegen. Durch die Darstellung der Titelfigur als „überaus bewundernswerte Lichtgestalt“ würden die Nebenfiguren um India Hair, Pascal Greggory oder Noémie Lvovsky zu kurz kommen; Benjamin Lavernhe gäbe sich große Mühe in der Rolle des königlichen Dieners La Borde. Johnny Depp erscheine als Ludwig XV. nicht glaubhaft. Sein Gesicht sei „vor Konzentration in seiner ersten großen Rolle auf Französisch angespannt“. Er artikuliere seine Textzeilen „wie bei einem Logopäden“. Der Kamera von Laurent Dailland fehle es nach Onana an „Natürlichkeit und Improvisationen“. Die Aufnahmen würden „in ihrer Ehrhabenheit […] stickig“ und „manchmal ein Gefühl eines Flickenteppichs“ hinterlassen. Einiges würde an Sofia Coppolas Marie Antoinette erinnern.
Tobias Kniebe (Süddeutsche Zeitung) rezensierte Jeanne du Barry als recht aufregend, „unterhaltsam“ und als „manchmal auch sehr komisch“. Auch hegte er keinerlei Bedenken an der Auswahl als Eröffnungsfilm von Cannes. Kniebe zog Parallelen zwischen den Lebenswegen von Jeanne du Barry und Hauptdarstellerin und Regisseurin Maïwenn, die die Geschichte „als Selbstbehauptung in einer verrückten Welt“ inszeniere. Er kritisierte aber den Film in seiner Figurenzeichnung als „unheimlich altmodisch“, da sowohl Madame du Barry als auch König Ludwig XV. als „möglichst rein“ bzw. „als Mann reinen Herzens“ erscheinen würden. Kniebe lobte Johnny Depp als „effektiv in der Rolle“ des französischen Monarchen. Er wirke „auch lächerlich, teigig, verlebt“ und als „ein alternder, unbekehrbarer Lüstling“.